# Khướu mỏ dẹt mỏ nhạt
Khướu mỏ dẹt mỏ nhạt hay khướu mỏ dẹt mày đen hoặc khướu mỏ dẹt đầu hung nhỏ (danh pháp khoa học: Chleuasicus atrosuperciliaris) là một loài chim trong họ Paradoxornithidae hoặc trong phân họ Paradoxornithinae của họ Sylviidae.

## Phân loài
- C. a. oatesi (Sharpe, 1903): Đông Himalaya.
- C. a. atrosuperciliaris Godwin-Austen, 1877: Đông bắc Ấn Độ tới bắc và đông Myanmar, tây nam Trung Quốc; nam Myanmar và tây bắc Thái Lan tới bắc và trung Lào, có thể tới bắc Việt Nam.